# Blastopsylla bivittata
Blastopsylla bivittata är en insektsart som beskrevs av Taylor 1985. Blastopsylla bivittata ingår i släktet Blastopsylla och familjen rundbladloppor. Inga underarter finns listade i Catalogue of Life.